# Кармінек
Кармінек (пол. Karminek) — село в Польщі, у гміні Добжиця Плешевського повіту Великопольського воєводства.
Населення — 523 особи (2011).
У 1975-1998 роках село належало до Каліського воєводства.

## Демографія
Демографічна структура станом на 31 березня 2011 року:
|          | Загалом | Допрацездатний вік | Працездатний вік | Постпрацездатний вік |
| -------- | ------- | ------------------ | ---------------- | -------------------- |
| Чоловіки | 266     | 76                 | 168              | 22                   |
| Жінки    | 257     | 59                 | 151              | 47                   |
| Разом    | 523     | 135                | 319              | 69                   |